# Río Jamuz
El río Jamuz es un curso de agua del interior de la península ibérica, afluente del Órbigo. Discurre por la provincia española de León.

## Descripción
Discurre por la provincia de León. El curso del río, que nace en la sierra de Torneros, sigue una dirección sureste. Deja a ambos lados de su cauce localidades como Torneros de Jamuz, Quintanilla de Flórez, Quintana y Congosto, Herreros de Jamuz, Jiménez de Jamuz, Santa Elena de Jamuz, Villanueva de Jamuz, Quintana del Marco, Genestacio de la Vega y La Nora del Río, hasta terminar desembocando en el río Órbigo. Aparece descrito en el noveno volumen del Diccionario geográfico-estadístico-histórico de España y sus posesiones de Ultramar de Pascual Madoz de la siguiente manera:

JAMUZ: r. en la prov. de Leon, part. jud. de la Bañeza: nace en la sierra de Torneros de la Valduerna en un vallecito que los naturales llaman Matarrubia; sigue su curso en direccion de O. á SE. por espacio de 4 leg., bañando los pueblos de Torneros, Quintanilla de Flores, Quintana y Congosto, Herreros, Jimenez, Sta. Elena y Villanueva, cuyos campos fertiliza, hasta confundirse con la acequia llamada cáuce de los Cuatro Concejos, por el SE. del último de ellos; sigue reunido con dicha acequia por espacio de 2 leg., pasando por los térm. de los pueblos de Quintana del Marco, Navianos, Genistacio y la Nora, por cuyo último pueblo desagua en el Orbigo. En verano lleva pocas aguas este rio, tanto que no pueden dar movimiento á los diferentes molinos que hay sobre él; en invierno, aunque vadeable por todas partes, motivo por el cual no tiene puentes ni barcas, trae la suficiente para impulsar 2 ruedas de aquellos, ó según voz del pais, trae dos canales de agua; el paso á los pueblos para personas y ganados menores, se facilita por unos pontones de zarza con céspedes y tierra, sostenidos por estacas de madera, que anualmente se llevan las avenidas: cria truchas, tencas y esquisita anguilas.
(Madoz, 1847, p. 580)

Perteneciente a la cuenca hidrográfica del Duero, sus aguas acaban vertidas en el océano Atlántico.